# Un pas en avant, deux pas en arrière
Un pas en avant, deux pas en arrière (en russe : Шаг вперёд, два шага назад) est un essai de Vladimir Lénine publié en mai 1904. Lénine y défend son rôle au 2e Congrès du Parti ouvrier social-démocrate russe, tenu à Bruxelles et à Londres du 30 juillet au 23 août 1903. Lénine examine les circonstances qui ont abouti à une scission au sein du parti entre une faction majoritaire bolchévique, dirigée par lui-même, et une faction minoritaire menchevique, dirigée par Julius Martov.

## Résumé
Écrit en 1904 en réponse aux controverses au sein du deuxième congrès du Parti ouvrier social-démocrate concernant le statut d'adhésion et de l'organisation du parti, Lénine dépeint cette scission au sein du Parti en termes de dialectique. Selon Lénine, il existe deux factions en conflit au sein du parti : « les révolutionnaires », qui constituent la majorité des membres du parti (les bolchéviques) et « les opportunistes », qui en constituent la minorité (les mencheviks).

## Réponse

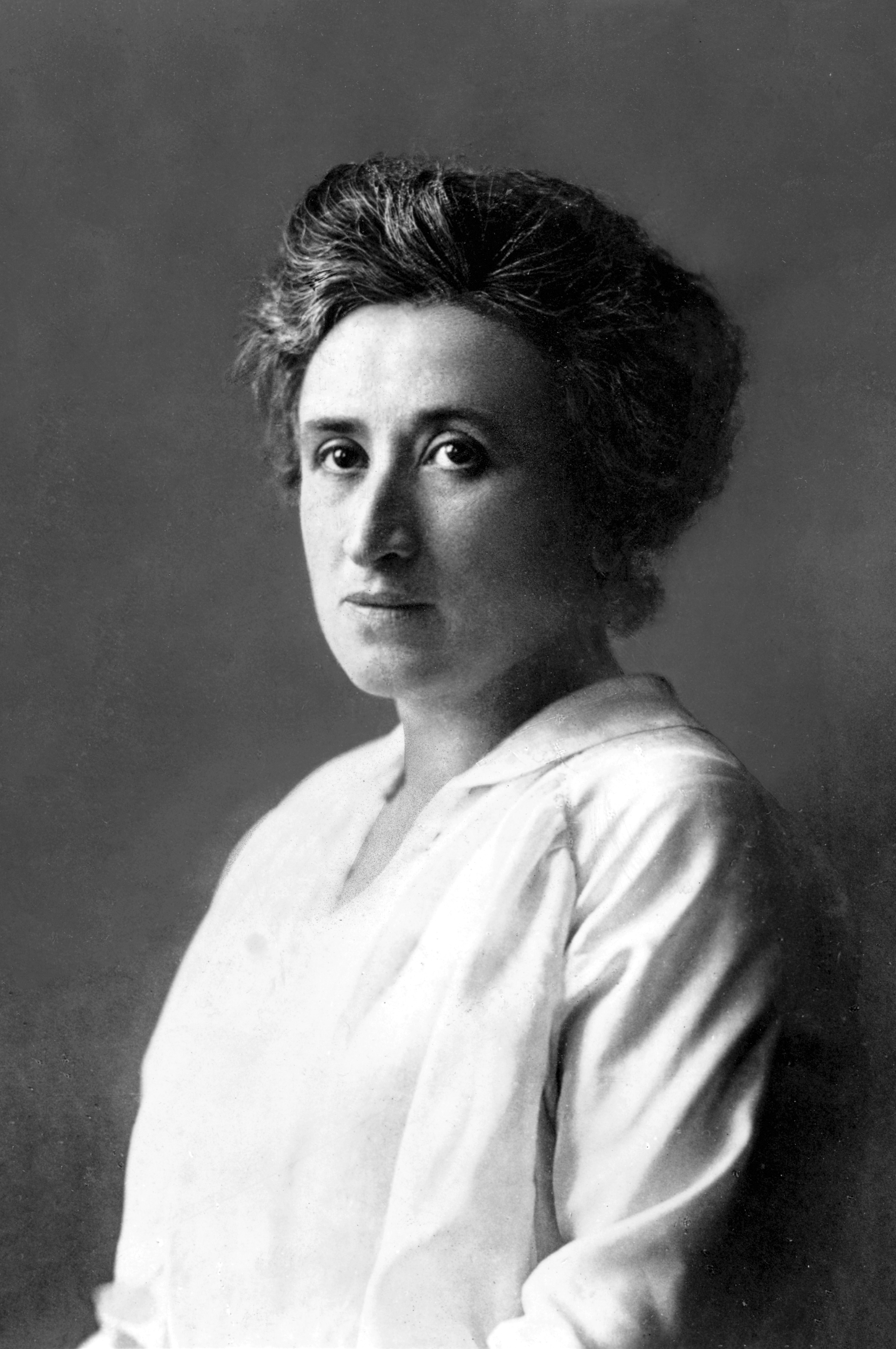
Rosa Luxemburg

La marxiste allemande Rosa Luxemburg répond à cet article la même année dans Questions d'organisation de la social-démocratie russe. Elle y critique l’attitude de Lénine envers le centralisme démocratique et met en exergue le rôle de la « spontanéité » au sein de la classe ouvrière. Cependant, différents auteurs émettent des affirmations différentes sur son attitude précise envers Lénine, la faction bolchevique et la situation révolutionnaire en Russie,,.